# Серокі-Весь
Серокі-Весь (пол. Seroki-Wieś) — село в Польщі, у гміні Тересін Сохачевського повіту Мазовецького воєводства.
Населення — 276 осіб (2011).
У 1975-1998 роках село належало до Скерневицького воєводства.

## Демографія
Демографічна структура станом на 31 березня 2011 року:
|          | Загалом | Допрацездатний вік | Працездатний вік | Постпрацездатний вік |
| -------- | ------- | ------------------ | ---------------- | -------------------- |
| Чоловіки | 133     | 23                 | 100              | 10                   |
| Жінки    | 143     | 29                 | 79               | 35                   |
| Разом    | 276     | 52                 | 179              | 45                   |